# Piasites carinatus
Piasites carinatus là một loài tò vò trong họ Ichneumonidae.